# Never Ever (singel Ayumi Hamasaki)
NEVER EVER – dwudziesty pierwszy singel Ayumi Hamasaki, wydany 7 marca 2001. Ayumi sama skomponowała muzykę i napisała tekst do piosenki NEVER EVER. W pierwszym tygodniu sprzedano 423 480 kopii, natomiast 757 000 kopii całościowo.

## Lista utworów
| Nr  | Tytuł                                      | Muzyka  | Aranżacja | Czas |
| --- | ------------------------------------------ | ------- | --------- | ---- |
| 1.  | "NEVER EVER (Original Mix)"                | CREA    | CHOKKAKU  | 4:43 |
| 2.  | "NEVER EVER (Yuta's prayer mix)"           | CREA    |           | 6:01 |
| 3.  | "SEASONS (H-H remix)"                      | D・A・I |           | 6:09 |
| 4.  | "NEVER EVER (PROJECT O.T MIX)"             | CREA    |           | 4:37 |
| 5.  | "NEVER EVER (Laugh & Peace MIX)"           | CREA    |           | 4:31 |
| 6.  | "NEVER EVER (Empty Pot Shuttlecock wood)"  | CREA    |           | 4:18 |
| 7.  | "evolution (Ayu Can Hear U Miz)"           | CREA    |           | 7:27 |
| 8.  | "NEVER EVER (nicely nice hot stab remix)"  | CREA    |           | 3:49 |
| 9.  | "NEVER EVER (tears of aquarius mix)"       | CREA    |           | 4:30 |
| 10. | "NEVER EVER (Original Mix -Instrumental-)" | CREA    |           | 4:41 |

## Wystąpienia na żywo
- 9 marca 2001 – Music Station – "NEVER EVER"
- 10 marca 2001 – CountDown TV – "NEVER EVER"
- 19 marca 2001 – Hey!Hey!Hey! – "NEVER EVER"